# Orígenes secretos
Orígenes secretos és una pel·lícula espanyola de 2020 dirigit per David Galán Galindo, amb un guió escrit per David Galán Galindo i Fernando Navarro, i basat en la novel·la homònima de Galindo. És protagonitzada per Verónica Echegui, Leonardo Sbaraglia i Javier Rey. La pel·lícula es va estrenar el 28 d'agost de 2020 a Netflix. La pel·lícula s'havia de projectar al Festival de Màlaga del 2020, però els cineastes la van retirar de la programació quan les dates del festival van canviar de març a agost.

## Sinopsi
La pel·lícula és apassionant i sinistre i combina humor i ironia. Els superherois són un símbol d’esperança i, per a una gran part del món, una emoció. "Kick-Ass" i "Kick-Ass 2" van ser un exemple del que passa quan els adolescents es llencen vestits de superherois per combatre el crim. "Orígenes secretos" mostra un personatge psicòtic que utilitza històries de superherois i de còmics per matar persones i deixa empremta. Un home va morir després de ser alimentat amb prou suplements i esteroides per ser Hulk. Un altre té el cor arrencat i està cobert amb un vestit metàl·lic.
L'Inspector David (Javier Rey), que intenta aturar-lo, és un home que considera que els còmics són per adults massa grans i paga ràpidament el preu d’aquest tipus de crítiques. Inicialment, l'ajuda Cosme (Antonio Resines), un policia que va passar els darrers dies a la reserva després de veure's obligat a presentar la seva dimissió. El cap de David és el cap d'homicidis, Norma (Verónica Echegui), a qui li agrada el cosplay. Segons les seves paraules, no llegeix còmics, sinó que veu pel·lícules i anime.
S'uneix al trio Jorge Elias (Brays Efe), el fill de Cosme que és un friki dels còmics i gestiona una botiga de còmics a la ciutat. Quan Cosme s'adona que el vilà demencial comet assassinats en la forma de crear històries d'origen de superherois, sent que Jorge és més adequat per la feina amb David. És bastant previsible quant a com es mostra la relació entre Jorge i David: gèlida, sarcàstica i una mica sardònica.
Les coses es compliquen quan David s'adona que els seus pares van ser assassinats de la mateixa manera que Martha i Thomas Wayne van morir als còmics. Tot i que la funció de 90 minuts triga a configurar el context, canvia de velocitat en el segon acte mentre veiem ràpidament Jorge, David i Norma enfrontar-se a una força que els va per davant tot el temps. El nivell de suspens augmenta quan amaga la identitat de l'assassí fins als trenta minuts finals de la pel·lícula. En el temps que s'acaba perquè el trio trobi l’assassí, s'enfronten a la pressió a mesura que la notícia es fa pública. Bruguera (Ernesto Alterio), el forense del departament, es revela com l'assassí i la resta de la història segueix al trio intentant posar fi a les seves malifetes.

## Repartiment
- Verónica Echegui com Norma
- Leonardo Sbaraglia com Paco
- Javier Rey com David
- Álex García com Javier
- Ernesto Alterio com Bruguera
- Carlos Areces com Galván
- Brays Efe com Jorge Elias
- Antonio Resines com Cosme
- Roman Rymar com Felipe
- Fran Bleu com Víctor Vid

## Crítiques
A Rotten Tomatoes, el 67% dels 9 crítics dona una valoració positiva a la pel·lícula, amb una nota mitjana de 6,33/10.
| «                                      | Un híbrid ben calculat per al voraç consum imperant però que desaprofita el fons de pèrdua i orfandat de la història" | » |
| — Elsa Fernández-Santos: Diari El País | |   |

| «                                      | "Un curiós i refrescant còctel entre còmic, 'thriller', comèdia i costumisme castís (...) Una de les sorpreses de la pel·lícula és, sens dubte Brays Efe, que demostra la seva versatilitat (…) Puntuació: ★★★ (sobre 5)" | » |
| — Beatriz Martínez: Diari El Periódico | |   |

| «                              | "Desafia qualsevol idea preconcebuda fent que funcioni el seu "patchwork" de gèneres i imprimint al film un costumisme "cañí" que és el que la diferència i li atorga ànima pròpia. (…) Puntuació: ★★★½ (sobre 5)" | » |
| — Andrea G. Bermejo: Cinemanía | |   |